# Хонтјанска Врбица
Хонтјанска Врбица (слч. Hontianska Vrbica) насељено је мјесто са административним статусом сеоске општине (слч. obec) у округу Љевице, у Њитранском крају, Словачка Република.

## Становништво
| Година:    | 1994. | 2004.   | 2014.   | 2024.   |
| ---------- | ----- | ------- | ------- | ------- |
| Број људи: | 579   | 553     | 564     | 584     |
| Разлика:   |       | -4,49 % | +1,98 % | +3,54 % |

| Година:    | 2023. | 2024.   |
| ---------- | ----- | ------- |
| Број људи: | 592   | 584     |
| Разлика:   |       | -1,35 % |

Према подацима о броју становника из 2011. године насеље је имало 559 становника.